# Anthidium hallinani
Anthidium hallinani är en biart som beskrevs av Schwarz 1933. Anthidium hallinani ingår i släktet ullbin, och familjen buksamlarbin. Inga underarter finns listade i Catalogue of Life.